# Beija-flor-cauda-de-fogo
Beija-flor-cauda-de-fogo (Aethopyga ignicauda) é uma espécie de ave da família Nectariniidae. Pode ser encontrada nos seguintes países: Bangladexe, Butão, China, Índia, Mianmar, Nepal e Tailândia. Os seus habitats naturais são: florestas temperadas e regiões subtropicais ou tropicais húmidas de alta altitude.